# Elżbieta Renzi
Elżbieta Renzi, właśc. wł. Elisabetta Renzi (ur. 19 listopada 1786 w Saludecio pod Forlì, zm. 14 sierpnia 1859) – założycielka Zgromadzenia Bogobojnych Nauczycielek pw. Matki Boskiej Bolesnej,  dziewica i błogosławiona Kościoła rzymskokatolickiego.
Elżbieta urodziła się w zamożnej włoskiej i chrześcijańskiej rodzinie. Jej ojciec Giambattista Renzi był rzeczoznawcą, matka Vittoria Boni pochodziła ze szlachetnego rodu Urbino. W 1791 roku rodzina przeniosła się do Mondaino, a Elzbieta, zgodnie ze zwyczajem, oddana została na wychowywanie i nauki do zakonnic klarysek. W wieku 21 lat przeniosła się do augustianek w Pietrarubbia. Postanowiła zostać zakonnicą, jednak musiała wrócić do domu rodzinnego, bowiem klasztor został zniesiony w 1810 roku przez Napoleona. Przez kolejnych 14 lat dokonywała się wewnętrzna przemiana Elżbiety. Po cudownym ocaleniu przy upadku z konia (uznając to jako znak Boży), w 1824 roku, za wskazówką swojego kierownika duchowego ks. Vitale Corbucci, udała się do Coriano (29 kwietnia 1824), gdzie znajdowało się Conservatorio i szkoła dla najuboższych dziewcząt. Tam poświęciła się pracy katechetycznej i nauczania dziewcząt. W 1839 roku założyła własne zgromadzenie, które nazwano Bogobojnymi Nauczycielkami pod wezwaniem Matki Boskiej Bolesnej (łac. Maestre Pie dell'Addolorata, MPdA).
Elżbieta zmarła mając 73 lata w opinii świętości.
Beatyfikowana została 18 czerwca 1989 przez Jana Pawła II.
Jej wspomnienie liturgiczne obchodzone jest 14 sierpnia.